# Georg Kugi
Georg Kugi (* 1961 in Villach) ist ein österreichischer Dirigent und Musiklehrer.

## Leben
Kugi studierte am Konservatorium Klagenfurt Querflöte und schloss 1979 mit dem Konzert-Diplom ab. Anschließend studierte er Musikerziehung und Instrumentalmusikerziehung an der Musikhochschule Wien, wo er 1987 seinen M.A. machte. Von Herwig Reiter wurde er zum Dirigenten ausgebildet. Anschließend belegte er Meisterkurse bei Erwin Ortner, Eric Ericson, Bruno Weil und Hellmuth Rilling. Von 1985 bis 1987 leitete er als Dirigent die freie Wiener Theatergruppe Bretterhaus und das Wiener Mozartorchester. Von 1986 bis 1999 war er Mitglied des Flötenensembles Vienna Flautists; zudem gründete er 1991 den Chor Collegium Vocale Marchfeld, bei dem er Tenor singt.
Kugi beteiligt sich seit 1992 an Konzerten sowie CD-Aufnahmen des Philharmonischen Orchesters Győr aus Ungarn, der Solistenakademie Alma Ata aus Kasachstan und der Staatlichen Philharmonie Kaschau der Slowakei. Weitere Aufnahmen und Konzerte hatte er mit dem Slowakischen Kammerorchester, Symphonieorchester Eremitage St. Petersburg, der Janáček Philharmonie Ostrava, der Toronto Philharmonia, der Philharmonie Zagreb und der Capella Istropolitaner.
Kugi unterrichtete am Musikgymnasium Wien das Unterrichtsfach Gehörbildung Intensiv und Musiktheorie in der Unterstufe. Er ist Professor für Musiktheorie. Er ist Chefdirigent des Orchesters Internationale Donauphilharmonie. Konzerttourneen führten ihn um die ganze Welt.